# ISO 3166-2:ET

Bundesstaaten von Äthiopien

Die Liste der ISO-3166-2-Codes für  Äthiopien enthält die Codes für die elf Bundesstaaten und die zwei Städte.

Die Codes bestehen aus zwei Teilen, die durch einen Bindestrich voneinander getrennt sind. Der erste Teil gibt den Landescode gemäß ISO 3166-1 (für  Äthiopien ET), der zweite den Code für den Bundesstaat oder die Stadt wieder.
Die aktuellen Codes stehen auf der Seite der ISO unter #iso:code:3166:ET zur Verfügung.

| Bundesstaat                                                                         | Code                |
| ----------------------------------------------------------------------------------- | ------------------- |
| Addis Abeba 1                                                                       | ET-AA               |
| Afar                                                                                | ET-AF               |
| Amhara                                                                              | ET-AM               |
| Benishangul-Gumuz                                                                   | ET-BE               |
| Dire Dawa 1                                                                         | ET-DD               |
| Gambela                                                                             | ET-GA               |
| Harar                                                                               | ET-HA               |
| Oromia                                                                              | ET-OR               |
| Sidama                                                                              | ET-SI               |
| Somali-Region                                                                       | ET-SO               |
| Südäthiopien                                                                        | noch nicht vergeben |
| Region der südwestäthiopischen Völker                                               | ET-SW               |
| Tigray                                                                              | ET-TI               |
| Zentraläthiopien (vormals Region der südlichen Nationen, Nationalitäten und Völker) | ET-SN               |